# Cyllopoda breviplaga
Cyllopoda breviplaga är en fjärilsart som beskrevs av Paul Dognin 1906. Cyllopoda breviplaga ingår i släktet Cyllopoda och familjen mätare. Inga underarter finns listade i Catalogue of Life.